# Johann Baptist Serbelloni

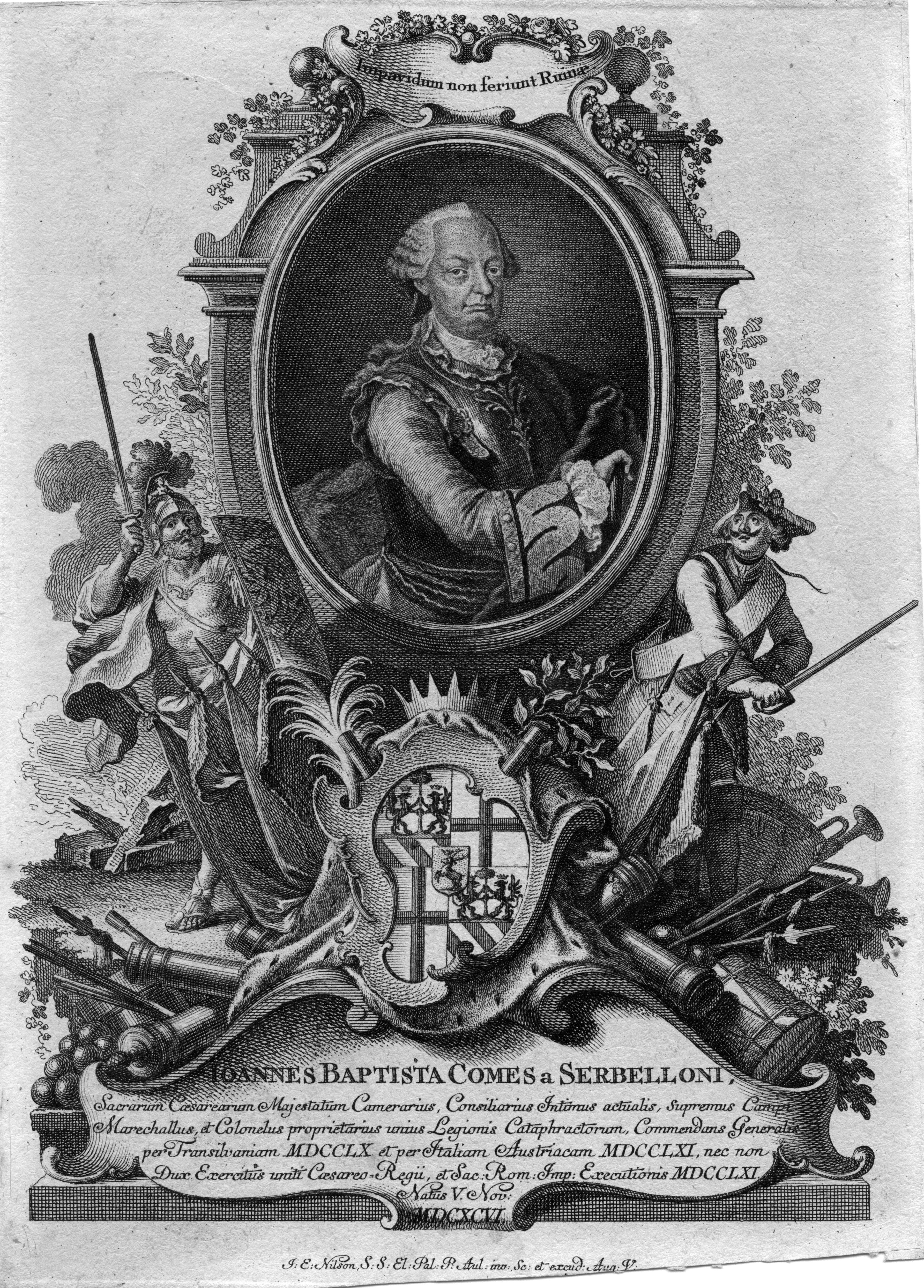
Johann Baptist Serbelloni (1697–1778)

Johann Baptist Serbelloni (it. Giovani Battista Serbelloni) (* 5. November 1697; † 7. September 1778 in Mailand) war k. k. Feldmarschall, Malteserritter und Graf von Castiglione.

## Herkunft
Er entstammt den Mailänder Adelsgeschlecht der Serbelloni. Seine Eltern waren Giovanni Serbelloni († 1732) und dessen Ehefrau Maria Giulia Trotti Bentivoglio (1666–1752).

## Leben
Schon in jungen Jahren trat er in österreichische Dienste, wo er zur Kavallerie ging. Er kämpfte mit dem Regiment bei Guastalla, Cavale und Parma. Nach dem Tod von Kaiser Karl VI. brach der Österreichische Erbfolgekrieg aus. Serbelloni konnte sich darin auf dem italienischen Kriegsschauplatz auszeichnen und erhielt für seine Tapferkeit 1745 das Kürassierregiment Nr. 5 und am 14. November 1746 die Ernennung zum Feldmarschall-Lieutenant. Er zeichnete sich in der Schlacht bei Piacenza aus, dort besiegte er mit dem General Lucchesi die feindliche Kavallerie.
Im Jahr 1753 wurde er Kommandierender General in Ungarn und am 12. Juni 1754 wurde er mit Rang vom 9. Dezember 1748 zum General der Kavallerie ernannt.
Im Siebenjährigen Krieg führte er die frische Kavallerie zum Prinzen Karl Alexander von Lothringen, nach dessen Niederlage bei Prag. Serbelloni wandte sich aber den Korps des General Daun zu. So erhielt er in der Schlacht bei Kolin die Rechte Flanke unter Nádasdy, mit der er entscheidend zum Sieg beitrug. Er wurde verwundet und sollte mit der Maria-Theresien-Orden ausgezeichnet werden, den er als Malteser Ritter nicht annehmen durfte. Nach der Eroberung von Breslau riet er dazu, sich passiv zu verhalten. Die Österreicher wollten aber die Initiative behalten, verloren dann aber die Schlacht von Leuthen.
Im Feldzug 1758 wurde er mit einem Korps zum Reichsheer abkommandiert und am 11. Mai 1758 zum Feldmarschall ernannt. Er war im Reichsheer zunächst Stellvertreter des Generals von Zweibrücken. Vom Januar bis Juni 1758 brandschatzten die Truppen in Thüringen und Hessen. Er blieb auch 1759 und 1760 beim Reichsheer. Am 27. April 1761 übernahm er dann das Kommando, musste aber weiter passiv bleiben. 1762 kam es dann zu Kämpfen mit der Armee des Prinzen Heinrich. Im Gefecht bei Döbeln (12. Mai 1762) geriet der österreichische General Zedtwitz in Gefangenschaft, damit war die Vereinigung von Reichsheer und kaiserlicher Armee vorerst unmöglich. Auch in der Schlacht bei Freiberg wurde das Reichsheer unter Stolberg-Gedern besiegt.
Nach dem Krieg wurde der Feldmarschall als Kommandierender General in die Lombardei versetzt und starb 1778 in Mailand. Im Jahr 1765 erhielt er den Orden vom Goldenen Vließ (Nr. 773).
Der General galt als guter Unterhalter und Witzeerzähler, so das seiner Zeit viele Anekdoten von und über ihn in Umlauf waren.